# Yrkeshögskolan Saima
Yrkeshögskolan Saima (finska: Saimaan ammattikorkeakoulu) var en finländsk yrkeshögskola med säte i Villmanstrand. Till 2009 hade yrkeshögskolan namnet Södra Karelens yrkeshögskola. 
Yrkeshögskolan Saima hade campus i Skinnarila i Villmanstrand och i Imatra. Dess andra campus i Imatra låg i Linnala, i det tidigare pappersfabrikslaboratoriet och i Siitola herrgård. Beslut om att flytta all undervisning till Villmanstrand togs våren 2018.
Högskolan bedrev undervisning inom bland annat företagsekonomi och hotelldrift, fri konst, socialt arbete och hälsovård samt ingenjörsvetenskap, på kandidat- och magisternivå. Den hade omkring 3.400 studenter och omkring 250 anställda.
År 2020 bildades Yrkeshögskolan LAB genom en sammanslagning av Lahtis yrkeshögskola och Yrkesshögskolan Saima.